# Richelieu ou la Journée des dupes

Richelieu ou la Journée des dupes est un téléfilm français réalisé en 1983 par Jean-Dominique de La Rochefoucauld. Il a été présenté sur Antenne 2 le 5 janvier 1983.

## Synopsis
L'action se déroule dans les années 1629-1630 et décrit les circonstances qui ont conduit, le 11 novembre 1630, à la « journée des dupes » :

Le cardinal de Richelieu, premier ministre et principal conseiller de Louis XIII, est victime d'une conspiration menée par la reine douairière, Marie de Médicis, qui tente de le faire écarter du pouvoir (celle-ci, très dévote et proche du parti espagnol, désapprouve sa politique menée contre les Habsbourg catholiques et ses alliances avec les états huguenots d'Allemagne). Sur ordre de Louis XIII, Richelieu tente une réconciliation, en vain.

Peu après une campagne en Italie, le roi de France tombe très gravement malade. Sa mère lui fait alors promettre de se débarrasser de Richelieu s'il guérit.

Elle pense avoir gagné la partie mais contre toute attente, le 11 novembre 1630, à l'issue d'événements mélodramatiques, Louis XIII toujours convalescent, se refuse à tenir une promesse qu'on lui a extorqué alors qu'il se croyait mourant. Attaché à la sauvegarde de l'État, il renouvelle finalement sa confiance à Richelieu et condamne Marie de Médicis à l'exil.

## Fiche technique
- Titre : Richelieu ou la Journée des dupes
- Réalisation : Jean-Dominique de La Rochefoucauld
- Scénario : Jean-Dominique de La Rochefoucauld
- Photographie : André Dumaître
- Son : Michel Vayssie et Norbert Garcia
- Décors : Michel Rech
- Montage : Monique Versini et Françoise Liffran
- Production : Michèle Vidal, Martine Bécot-Cales et Christian Besin
- Société de production : SFP
- Conseillère : Françoise Hildesheimer
- Durée : 88 minutes
- Pays :  France
- Date de diffusion : 5 janvier 1983
- Format : Couleur
- Langue : Français

## Distribution
- Didier Sandre : cardinal de Richelieu
- Patrick Raynal : Louis XIII
- Dominique Blanchar : Marie de Médicis
- François Darbon : chancelier de Marillac
- Robin Renucci : Gaston d'Orléans
- Gilles Amiot : Boutillier
- Henri Marteau : maréchal de Bassompierre
- Philippe Clévenot : duc de Guise
- Dominique Blanc : Madame de Comballet
- Sophie de La Rochefoucauld : Anne d'Autriche
- Stéphane Gildas : duc de Mayenne
- Philippe Nahon : Tréville
- José-Maria Bergosa : le jésuite espagnol
- Luigi Miserotti : Henri IV
- Jean-Yves Dubois : Saint-Simon
- Dominique Constanza : Sylvie
- Facundo Bo : Mirabelle

## Autour du film
- Les scènes du film ont été tournées aux châteaux de Chenonceau, Chambord, Chaumont et Fontainebleau ainsi qu'à l'Abbaye de Fontevrault.